# Cocula, Jalisco
Cocula är en ort i Mexiko.   Den ligger i kommunen Cocula och delstaten Jalisco, i den centrala delen av landet, 500 km väster om huvudstaden Mexico City. Cocula ligger 1 349 meter över havet och antalet invånare är 14 205.
Terrängen runt Cocula är platt åt nordost, men åt sydväst är den kuperad. Runt Cocula är det ganska tätbefolkat, med 70 invånare per kvadratkilometer. Cocula är det största samhället i trakten. I omgivningarna runt Cocula växer huvudsakligen savannskog.